# Blagovest Stoyanov
Blagovest Nikolov Stoyanov –en búlgaro, Благовест Николов Стоянов– (Asenovgrad, 21 de marzo de 1968) es un deportista búlgaro que compitió en piragüismo en la modalidad de aguas tranquilas.
Participó en los Juegos Olímpicos de Barcelona 1992, obteniendo una medalla de bronce en la prueba de C2 500 m. Ganó dos medallas en el Campeonato Mundial de Piragüismo entre los años 1994 y 1995, y una medalla en el Campeonato Europeo de Piragüismo de 1997.

## Palmarés internacional
| Juegos Olímpicos   | Juegos Olímpicos          | Juegos Olímpicos  | Juegos Olímpicos |
| Año                | Lugar                     | Medalla           | Competición      |
| ------------------ | ------------------------- | ----------------- | ---------------- |
| 1992               | Barcelona (España)        | Medalla de bronce | C2 500 m         |
| Campeonato Mundial |                           |                   |                  |
| Año                | Lugar                     | Medalla           | Competición      |
| 1994               | Ciudad de México (México) | Medalla de bronce | C2 500 m         |
| 1995               | Duisburgo (Alemania)      | Medalla de bronce | C2 200 m         |
| Campeonato Europeo |                           |                   |                  |
| Año                | Lugar                     | Medalla           | Competición      |
| 1997               | Plovdiv (Bulgaria)        | Medalla de bronce | C4 500 m         |